# Мартц, Джуди
Джуди Мартц (англ. Judy Martz; 28 июля 1943, Биг-Тимбер, Монтана, США — 30 октября 2017, Бьютт, Монтана, там же) — американский политик, первая женщина — губернатор штата Монтана.

## Биография
Окончила Eastern Montana College. Была членом сборной команды США по конькобежному спорту, выступавшей на Олимпийских Играх в 1964 году.
Член Республиканской партии. С 1989 по 1995 год работала в качестве помощника американского сенатора от штата Монтана К. Бёрнса. Была президентом Торгово-промышленной палаты в Бьютт (Монтана) и вице-председателем Совета директоров больницы St. James Hospital Board. С 1997 по 2001 годы — вице-губернатор при Марке Ракикоте.
Избранная на пост 22-го губернатора штата Монтана 2 января 2001 года, Джуди Мартц занимала этот пост до 3 января 2005 года. Под конец своего срока Джуди Мартц принимала участие в президентской кампании Джорджа Буша в Огайо, Аризоне и ещё ряде штатов США.
Бывшая «Мисс Родео» штата Монтана.
В 1965 году вышла замуж за Гарри Мартца, в браке с которым родилось двое детей.
11 ноября 2014 года стало известно, что Джуди Мартц страдает раком поджелудочной железы и проходит курс лечения в Аризоне. Мартц умерла от этой болезни 30 октября 2017 года в возрасте 74 лет.